# Plaza Doctor João Mendes
La Plaza Doctor João Mendes (en portugués: Praça Doutor João Mendes), más conocida como Praça João Mendes, es una plaza ubicada en el centro histórico de la ciudad de São Paulo, Brasil. Está nombrada en homenaje al jurista João Mendes de Almeida.
Hacia 1727, en esta zona se levantaba la Iglesia de Nuestra Señora de los Remedios en la que el abolicionista Antônio Bento recogía a los esclavos que liberaba. El espacio empezó a formarse hacia 1756 cuando la Hermandad de Nuestra Señora de la Concepción eligió el sitio para la construcción de una capilla. En 1757 ya existía un patio frente a la capilla que recibió el nombre de "Campo o Largo de São Gonçalo". En 1791 se inauguró en este espacio el nuevo edificio de la Cámara Municipal de São Paulo que, también albergaba la prisión (en portugués: Cadeia) que fue construida en 1787. En virtud a esto, la población también llamaba al espacio como Largo da Cadeia y Largo Municipal. Estos edificios fueron demolidos a finales del siglo XIX y principios del XX, aumentando el espacio de la plaza que, a partir de entonces, incorporó trechos de las antiguas rua da Cadeia y rua do Teatro. Mediante Resolución N° 102 del 29 de noviembre de 1898, el espacio público fue oficializado como Praça Dr. João Mendes.